# Lake Medina Shores
Lake Medina Shores es un lugar designado por el censo ubicado en el condado de Bandera en el estado estadounidense de Texas. En el Censo de 2010 tenía una población de 1.235 habitantes y una densidad poblacional de 140,7 personas por km².

## Geografía
Lake Medina Shores se encuentra ubicado en las coordenadas 29°38′18″N 98°59′31″O / 29.63833, -98.99194. Según la Oficina del Censo de los Estados Unidos, Lake Medina Shores tiene una superficie total de 8.78 km², de la cual 8.01 km² corresponden a tierra firme y (8.76%) 0.77 km² es agua.

## Demografía
Según el censo de 2010, había 1.235 personas residiendo en Lake Medina Shores. La densidad de población era de 140,7 hab./km². De los 1.235 habitantes, Lake Medina Shores estaba compuesto por el 88.91% blancos, el 0.4% eran afroamericanos, el 1.78% eran amerindios, el 0.24% eran asiáticos, el 0% eran isleños del Pacífico, el 5.91% eran de otras razas y el 2.75% pertenecían a dos o más razas. Del total de la población el 22.27% eran hispanos o latinos de cualquier raza.